# GNU Privacy Guard
GNU Privacy Guard (englisch für „GNU-Privatsphärenschutz“), abgekürzt
GnuPG oder GPG ist ein freies Kryptographiesystem. Es dient zum Ver- und Entschlüsseln von Daten sowie zum Erzeugen und Prüfen elektronischer Signaturen.

## Ziele
GnuPG hat sich zum Ziel gesetzt, einer möglichst großen Benutzergruppe die Verwendung von kryptographischen Methoden zur vertraulichen Übermittlung elektronischer Daten zu ermöglichen.
GnuPG unterstützt dazu folgende Funktionen:
- Verschlüsselung von Daten (z. B. E-Mails), um vertrauliche Informationen an einen oder mehrere Empfänger zu übermitteln, die nur von den Empfängern wieder entschlüsselt werden können.
- Erzeugung einer Signatur über die versendeten Daten, um deren Authentizität und Integrität zu gewährleisten.

Beide Funktionen können kombiniert werden. In der Regel wird dabei zuerst die Signatur gebildet und an die Daten angehängt. Dieses Paket aus Nachricht und Signatur wird dann verschlüsselt an die Empfänger versandt. Die Kombination beider Aktionen in einem Aufruf unterstützt GnuPG nur in dieser Reihenfolge. Beim Versand von E-Mails (als PGP/MIME nach RFC 3156) sind zwar beide Varianten möglich, aber durch Beschränkungen der Mailclients ist das in der Praxis die einzige mögliche Reihenfolge. Die Möglichkeit, eine E-Mail zuerst zu verschlüsseln und dann mit einer Klartextsignatur zu versehen (die dann z. B. ein Virenscanner oder Spamfilter auswerten könnte, der die eigentliche Nachricht nicht entschlüsseln kann), ist nicht vorgesehen. Man kann allerdings Dateien unabhängig vom E-Mail-Versand verschlüsseln, an eine E-Mail anhängen und die E-Mail dann als PGP/MIME signieren lassen.

### Etablierte Verwendung von GnuPG
GnuPG wird von zumindest den meisten Linux-Distributionen und verwandten Systemen im Rahmen ihres Paketmanagers zur Sicherung der Integrität der verteilten Softwarepakete verwendet und ist deshalb in den meisten Installationen bereits enthalten. Deshalb stellt das Booten von einem authentischen Installationsmedium eines solchen Systems eine Möglichkeit dar, GnuPG in einer sicheren Umgebung (d. h. frei von Schadsoftware) zu starten, etwa für die Erzeugung oder Verwendung von Schlüsseln mit hohen Sicherheitsanforderungen.

## Funktionsweise
GPG ist ein Public-Key-Verschlüsselungsverfahren, das heißt, dass zum Verschlüsseln von Nachrichten keine geheimen Informationen nötig sind. Jeder GPG-Nutzer erstellt ein Schlüsselpaar, das aus zwei Teilen besteht: dem privaten Schlüssel und dem öffentlichen Schlüssel. Auf den privaten Schlüssel darf nur der Eigentümer Zugriff haben. Daher wird dieser in der Regel auch mit einem Passwort geschützt. Mit diesem können Daten entschlüsselt und signiert werden. Der öffentliche Schlüssel dient dazu, Daten zu verschlüsseln und signierte Daten zu überprüfen. Er muss jedem Kommunikationspartner zur Verfügung stehen, der diese beiden Aktionen durchführen will. Die Daten können mit dem öffentlichen Schlüssel weder signiert noch entschlüsselt werden, daher ist seine Verbreitung auch mit keinem Sicherheitsrisiko behaftet. Die öffentlichen Schlüssel können mit anderen Nutzern über eine Vielzahl von Kanälen ausgetauscht werden, z. B. Internet-Schlüsselserver. Sie (bzw. die Kombination aus öffentlichem Schlüssel und User-ID) sollten vor der Verwendung unbedingt verlässlich geprüft werden, um Identitätsmanipulationen vorzubeugen, da die in öffentliche Schlüssel eingetragenen Identitätsinformationen (meist Name und E-Mail, ggf. auch ein Kommentar) trivial gefälscht werden können. GPG kann nur feststellen, ob die Daten mit einem bestimmten Schlüssel signiert bzw. verschlüsselt wurden. Ob der Schlüssel selbst vertrauenswürdig ist, muss der Anwender entscheiden, schließlich kann jeder einen Schlüssel mit den Angaben fremder Anwender erstellen und ihn auf einen Keyserver laden. Einem aus einer unsicheren Quelle (z. B. dem Internet) geladenen Schlüssel sollte man also zunächst nicht vertrauen. Zur Überprüfung besorgt man sich den Fingerabdruck (Hash-Wert) des Schlüssels über einen sicheren Kanal (z. B. Telefon) und vergleicht ihn mit dem lokal erzeugten des heruntergeladenen Schlüssels. Dies ist sicher, weil es nicht möglich ist, einen passenden Schlüssel für einen gegebenen Fingerabdruck zu erzeugen. Diese Sicherheit hängt an der Stärke der Hashfunktion (und der Menge möglicher Schlüssel). In der Version 4 des OpenPGP-Schlüsselformats ist dafür die Verwendung der Hashfunktion SHA-1 festgeschrieben, für die derzeit (2012) zwar Kollisionsangriffe, nicht aber die für die Imitation von Schlüsseln entscheidenden Second-Preimage-Angriffe möglich sind. Durch die kürzlich erfolgte Festlegung der SHA-3-Hashfunktion ist mit dem baldigen Beginn der Entwicklung des nächsten OpenPGP-Schlüsselformats zu rechnen.
Um die Daten zu verschlüsseln oder zu signieren, stehen unterschiedlich starke Schlüssel zur Verfügung. Üblich sind momentan (2014) 2048- bis 4096-Bit starke Schlüssel, mit 2048 Bit empfohlener Länge. GPG verwendet derzeit nur nicht patentierte Algorithmen, um mit diesen Schlüsseln Daten zu verschlüsseln, wie etwa RSA, Elgamal, CAST5, Triple-DES (3DES), AES (Rijndael) und Blowfish.

### Offline-Hauptschlüssel
GnuPG unterstützt mit Hauptschlüsseln ein Sicherheitsfeature, das über den OpenPGP-Standard hinausgeht, und daher nicht verlässlich funktioniert, wenn solche geheimen Schlüssel in eine andere OpenPGP-Applikation importiert werden sollen. Der Hauptschlüssel wird nicht für das alltägliche Signieren und Entschlüsseln verwendet, sondern für die Verwaltung der eigenen Schlüsselkomponenten (User-IDs und Unterschlüssel) und die Zertifizierung anderer Schlüssel. Diese Aktionen fallen vergleichsweise selten an, sodass man den Hauptschlüssel besonders sichern kann. Die Vorteile dieser Vorgehensweise sind:
1. Die Verifizierung des Schlüssels braucht durch die Kommunikationspartner nicht wiederholt zu werden. Der Hauptschlüssel bleibt gültig.
2. Unterschlüssel können leicht ausgetauscht werden. Auslaufende und neue Unterschlüssel sind für OpenPGP nichts Besonderes, werden bei Schlüsselupdates automatisch eingebunden und für den Benutzer transparent verwendet.
3. Wenn der Hauptschlüssel auch signieren darf, kann man sein deutlich höheres Sicherheitsniveau nutzen, um Informationen von großer Bedeutung damit zu signieren, etwa die eigene Schlüsselrichtlinie.

Der technische Ansatz ist, die geheimen Schlüssel ohne den Hauptschlüssel zu exportieren (nach einem Backup des Hauptschlüssels), dann alle geheimen Schlüssel zu löschen und anschließend nur die Unterschlüssel zu importieren. Leider wird diese GnuPG-Funktion bisher von der GUI nicht unterstützt, sodass man die nötigen Schritte selbst in der Konsole durchführen muss.

### Web of Trust
Mittels eines Web of Trust (Netz des Vertrauens) versucht PGP/GnuPG dem Problem zu begegnen, dass man sich persönlich meist nicht der Echtheit der Schlüssel aller Kommunikationspartner versichern kann. Benutzer können andere Schlüssel mit ihrem eigenen Schlüssel signieren und bestätigen Dritten damit, dass sie sich von der Echtheit des Schlüssels überzeugt haben. Zudem kann man festlegen, wie sehr man den Signierungen der Person vertraut. Dadurch entsteht das beschriebene Vertrauensnetzwerk. Wenn Alice beispielsweise mit ihrer Signatur die Echtheit des Schlüssels von Bob bestätigt hat, kann Cloey der Echtheit des Schlüssels von Bob auch dann trauen, wenn sie selbst sich davon nicht direkt überzeugen konnte, weil sie ihn beispielsweise aus dem Internet bezogen hat. Voraussetzung dafür ist natürlich, dass sie den Schlüssel von Alice kennt und ihr vertraut. Es gibt einige Zertifizierungsstellen (englisch certification authority, CA), die die Echtheit von Schlüsseln beispielsweise durch persönlichen Kontakt mit Überprüfung des Personalausweises feststellen. Kostenlos wird dies zum Beispiel von der Zeitschrift c’t und von CAcert angeboten. Bei diesen Organisationen können Interessenten sich beispielsweise auf Computer-Messen wie der CeBIT persönlich ausweisen und ihre öffentlichen Schlüssel bestätigen lassen.
Das Web of Trust von PGP wurde eingehend von Wissenschaftlern untersucht und detailliert visualisiert. Dabei wurde herausgefunden, dass ein großer Teil der Nutzer einer Teilmenge angehört, die durch gegenseitige Bestätigungen vollständig miteinander verbunden ist, dem sogenannten Strong Set des Web of Trust. Untersuchungen haben außerdem ergeben, dass die Krypto-Kampagne der c’t einen deutlichen Beitrag dazu geleistet hat, die Verbindungen zwischen den Teilnehmern zu stärken.
Einen weiteren wichtigen Beitrag zum Web of Trust leistet das Debian-Projekt, das für die Aufnahme von Beiträgen digitale Signaturen erfordert.

### SSH-Unterstützung
In Version 2 von GPG wurde die Verwaltung der privaten Schlüssel in einen Daemon-Prozess (gpg-agent) ausgelagert. Eine ähnliche Struktur (ssh-agent) gibt es bei OpenSSH, dort allerdings optional. Da der Signaturalgorithmus RSA sowohl von OpenPGP als auch von SSH verwendet wird, sind die jeweiligen Schlüssel prinzipiell austauschbar. Deshalb kann gpg-agent dafür verwendet werden, mittels eines OpenPGP-Schlüssels (der die normalerweise nicht verwendete Fähigkeit Authentisierung besitzen muss) eine SSH-Verbindung aufzubauen. Dieser Umstand eröffnet zwei nützliche Möglichkeiten:
1. Ein bereits verifizierter OpenPGP-Schlüssel kann auch für SSH verwendet werden. Die (eventuell schwierige) Verifizierung eines zweiten Schlüssels kann entfallen.
2. Da GPG Smartcards unterstützt, kann ein SSH-Zugang an die Verwendung einer Smartcard gebunden werden (was über PKCS#11-Unterstützung in OpenSSH auch ohne GPG möglich ist).

### Der gpg-agent in GnuPG
Der gpg-agent ist ein wichtiger Bestandteil von GnuPG, der eine ähnliche Rolle wie der ssh-agent in OpenSSH spielt. Er wurde ab GnuPG Version 2.0.x in das System integriert und erfüllt mehrere Aufgaben im Zusammenhang mit der Verwaltung von Schlüsseln und Passphrasen.
Eine Hauptfunktion des gpg-agent besteht darin, Passphrasen für private Schlüssel für einen bestimmten Zeitraum im Arbeitsspeicher zu speichern. Dadurch entfällt die Notwendigkeit, die Passphrase bei jeder Operation erneut einzugeben. Der gpg-agent übernimmt die Abfrage der Passphrase vom Benutzer und speichert sie temporär.
In GnuPG Version 2.0.x ist der gpg-agent ein optionales Element. Ab Version 2.1 ist er jedoch ein integraler Bestandteil, und alle Operationen, die private Schlüssel involvieren, werden über den gpg-agent ausgeführt. Dadurch wird es möglich, die Schlüssel auf einem anderen Rechner zu speichern und sie nur noch indirekt zu verwenden. Eine wichtige Funktion des gpg-agent in GnuPG 2.0.x ist auch der Zugriff auf Smartcards.
Der gpg-agent kann über Umgebungsvariablen aktiviert werden, die von Programmen genutzt werden können, um mit dem gpg-agent zu kommunizieren. Zum Beispiel kann ein E-Mail-Client wie Thunderbird über die Umgebungsvariable GPG_AGENT_INFO mit dem gpg-agent in Kontakt treten. Dadurch können Programme den gpg-agent verwenden, um private Schlüssel zu verwalten und Passphrasen abzurufen.
In den meisten unixoiden Desktopumgebungen wird der gpg-agent automatisch gestartet. Falls er nicht läuft, wird er von gpg, gpgsm und gpgconf automatisch gestartet. Man kann auch manuell über das Programm gpg-connect-agent mit dem gpg-agent kommunizieren, um Zugriff auf die gespeicherten Passphrasen zu erhalten.
Insgesamt spielt der gpg-agent eine wichtige Rolle bei der sicheren Verwaltung von Schlüsseln und Passphrasen in GnuPG, indem er deren Zugriff und Verwendung vereinfacht und optimiert.

### Test der E-Mail-Anwendung
Um zu überprüfen, ob die Anwendung korrekt funktioniert, kann man den Mailbot Adele (adele@gnupp.de) des GNU Privacy Projekt nutzen. Hierzu sendet man eine E-Mail mit dem eigenen öffentlichen Schlüssel als Anhang an Adele und erhält eine mit diesem Schlüssel verschlüsselte Mail zurück, die den öffentlichen Schlüssel von Adele als Textblock in der Mail enthält. Nun kann man diesen Schlüssel in die Schlüsselverwaltung importieren und damit selbst eine verschlüsselte Mail an Adele schreiben. Adeles Antwort enthält den Inhalt der gerade verschlüsselten Nachricht, und dass die Nachricht entschlüsselt werden konnte.

### Lizenzierung
GnuPG benutzt standardmäßig nur patentfreie Algorithmen und wird unter der GNU-GPL vertrieben. Es kann unter GNU/Linux, MacOS und diversen anderen unixoiden Systemen sowie unter Microsoft Windows betrieben werden.

## Plattformen und Schnittstellen
Um GnuPG in verschiedenen Anwendungskontexten zu benutzen, sind zahlreiche Frontends erstellt worden. Hier können die folgenden Frontend-Typen unterschieden werden:
- Frontends, die die Funktionen des kommandozeilenorientierten Programmes über eine grafische Oberfläche zur Verfügung stellen, wie z. B. der Gnu Privacy Assistant (GPA), der von der Free Software Foundation als Standard-Frontend vorgesehen ist, Seahorse und KGpg für die Integration in die Desktop-Umgebungen Gnome bzw. KDE, WinPT oder Gpg4win für die Arbeit unter Windows, sowie GPGTools für Apple OS X.
- Mailprogramme, die GnuPG entweder direkt (wie z. B. Evolution, KMail, Mutt oder Claws Mail) oder über ein Plug-In (Enigmail für Mozillas E-Mail-Programme, EudoraGPG für Eudora, gpg4o[14] und GPGol (Teil von Gpg4win) für Microsoft Outlook oder GPGMail für Apple Mail) einbinden können.
- Chatprogramme wie Gabber, Miranda IM, licq, Kopete, Psi oder Gajim, die so teilweise auch plattformübergreifende verschlüsselte Chats über Netzwerke wie ICQ ermöglichen.
- Serverbasierende Frontends wie GNU Anubis, freenigma oder GPGrelay[15], die als SMTP-Relay-Server oder als MTA eine zentralisierte und transparente E-Mail-Verschlüsselung erlauben.
- Für den Webbrowser Mozilla Firefox gab es ein Add-on namens FireGPG,[16] das auf jeder Internetseite GPG-Blöcke erkennt und verarbeitet, es wird jedoch seit Juni 2010 bzw. der Version 0.8 nicht mehr weiterentwickelt. Mit WebPG[17] gibt es ein ähnliches Add-on für Mozilla Firefox und Google Chrome.
- gpg4usb ist ein portable Version, die auf einem USB-Stick installiert wird. Über den Stick ist GnuPG dann für viele Plattformen ohne Installation nutzbar.[18][19][20]

Daneben gibt es noch weitere Schnittstellen für die Nutzung von GnuPG aus verschiedenen Skriptsprachen wie Perl, PHP oder Python.

## Geschichte
Das Projekt wurde 1997 von Werner Koch begonnen.
Die Portierung von GnuPG auf Windows wurde zwischen 2001 und 2002 vom Bundesministerium für Wirtschaft und Arbeit (BMWA) und Bundesministerium des Innern (BMI) im Rahmen der Aktion „Sicherheit im Internet“ unterstützt (siehe GNU Privacy Projekt), um eine frei verfügbare Verschlüsselungssoftware für jedermann zur Verfügung zu stellen. Inzwischen ist die Unterstützung ausgelaufen. Auf Grundlage dieses Projekts initiierte das Bundesamt für Sicherheit in der Informationstechnik (BSI) 2005 Gpg4win. Mit Pretty Easy privacy soll der Einsatz von PGP automatisiert und somit massiv vereinfacht werden.
Ende 2014 rief Werner Koch zum Crowdfunding auf, im Januar 2015 wurde das Thema von der überörtlichen Presse aufgegriffen und innerhalb weniger Tage war die Finanzierung durch Spenden für zwei bis drei Jahre gesichert.
Das Programm wurde als Ersatz für PGP entwickelt und implementiert den OpenPGP-Standard nach dessen obsoleter Version RFC 4880, wobei eine Unterstützung der aktuellen Version RFC 9580 nicht geplant ist und stattdessen auf die Eigenentwicklung „LibrePGP“ gesetzt wird, welche jedoch von der OpenPGP Working Group nicht als Standard angenommen wurde. Versionen ab 2.0 implementieren auch den S/MIME- und den PGP/MIME-Standard.

## Problemfälle
Aufgrund eines Fehlers bei der Optimierung des Verfahrens der digitalen Signatur in GPG tat sich 2003 eine Sicherheitslücke auf. Diese betraf lediglich das Verfahren zum digitalen Signieren von Nachrichten in den GPG-Versionen 1.02 bis 1.2.3. Angeblich sollen weniger als 1000 solcher Schlüssel auf den Schlüsselservern gelistet worden sein. Von der Verwendung dieses Verfahrens wurde abgeraten und nur wenige Benutzer setzten es ein. Über Schäden wurde nicht öffentlich berichtet. Dieses Verfahren wird ab der Version 1.2.4 nicht mehr angeboten.
Zwei weitere Sicherheitslücken wurden Anfang 2006 entdeckt – bei der ersten hätten GPG-Skripte beim Überprüfen von Signaturen Fehler der 2. Art (false negative) ergeben können, bei der zweiten waren Nicht-MIME-Nachrichten gegenüber der Einspeisung von Daten anfällig, die als von der digitalen Signatur gedeckt aufschienen, dies tatsächlich aber nicht waren. Beide Schwachstellen wurden zum Zeitpunkt ihrer Ankündigung bereits durch neue GPG-Versionen behoben.

## Kritik
Von IT-Sicherheitsexperten werden immer wieder die schlechte Codebasis von GnuPG, das Fehlen eines Systems für kontinuierliche Integration und daraus entstehende Sicherheitslücken kritisiert.